# Stacy Sykora
Stacy Denise Sykora, född 24 juni 1977 i Fort Worth, USA, är en volleybollspelare (libero). Till hennes främst meriter hör silver vid VM 2002 och OS 2008 med USA:s landslag. Sykora avslutade karriären 2012.
Sykora växte upp i Burleson, Texas. Hon var som ung framgångsrik i flera sporter, utöver volleyboll även basket och friidrott. Hon fick stipendium till Texas A&M University och spelade med Texas A&M Aggies. Volleybollaget tränades av landslagscoachen från OS 1984 Laurie Flachmeier Corbelli. Hon gav inte upp de andra sporterna utan vann en Big 12 Conference titel i sjukamp. I volleybollen hade hon bra statistik både i anfalls- och försvarsspel. 
Då positionen som libero infördes i volleybollen föreslog Laurie att Sykora skulle delta i en try out för landslaget i den positionen. Hon debuterade i landslaget i januari 1999. Hon har vid flera tillfällen utsetts till bästa libero eller "grävare" vid stora internationella tävlingar som FIVB World Grand Prix och FIVB Volleyball World Grand Champions Cup. Med landslaget kom hon fyra vid OS 2000. Samma år flyttade Sykora till Italien för proffsspel med Olimpia Teodora 2000. 
Med landslaget tog hon silver vid VM 2002 och kom femma vid OS 2004 och två vid OS 2008. Hon fortsatte proffsspelet i Europa (främst i Italien, men även ett år i Ryssland), med undantag för OS-åren då hon spelade med landslaget. Sykora flyttade 2010 till Brasilien för spel med Grêmio Recreativo e Esportivo Reunidas. Den 12 april 2011 blev hon allvarligt skadad då lagets buss vält på väg till en match. Hon ådrog sig huvudskador och tillbringade en vecka på intensivvårdsavdelning. Även om hon kunde lämna sjukhuset 6 maj samma år medförde olyckan att hon senare i december 2012 avslutade sin karriär då hon tappat i syn och reflexer, vilket gjorde spelet som libero svårt.